# オーエスジー
オーエスジー株式会社（英: OSG CORPORATION）は、愛知県豊川市に本社を置く世界最大級の総合切削工具メーカーである。

## 概要

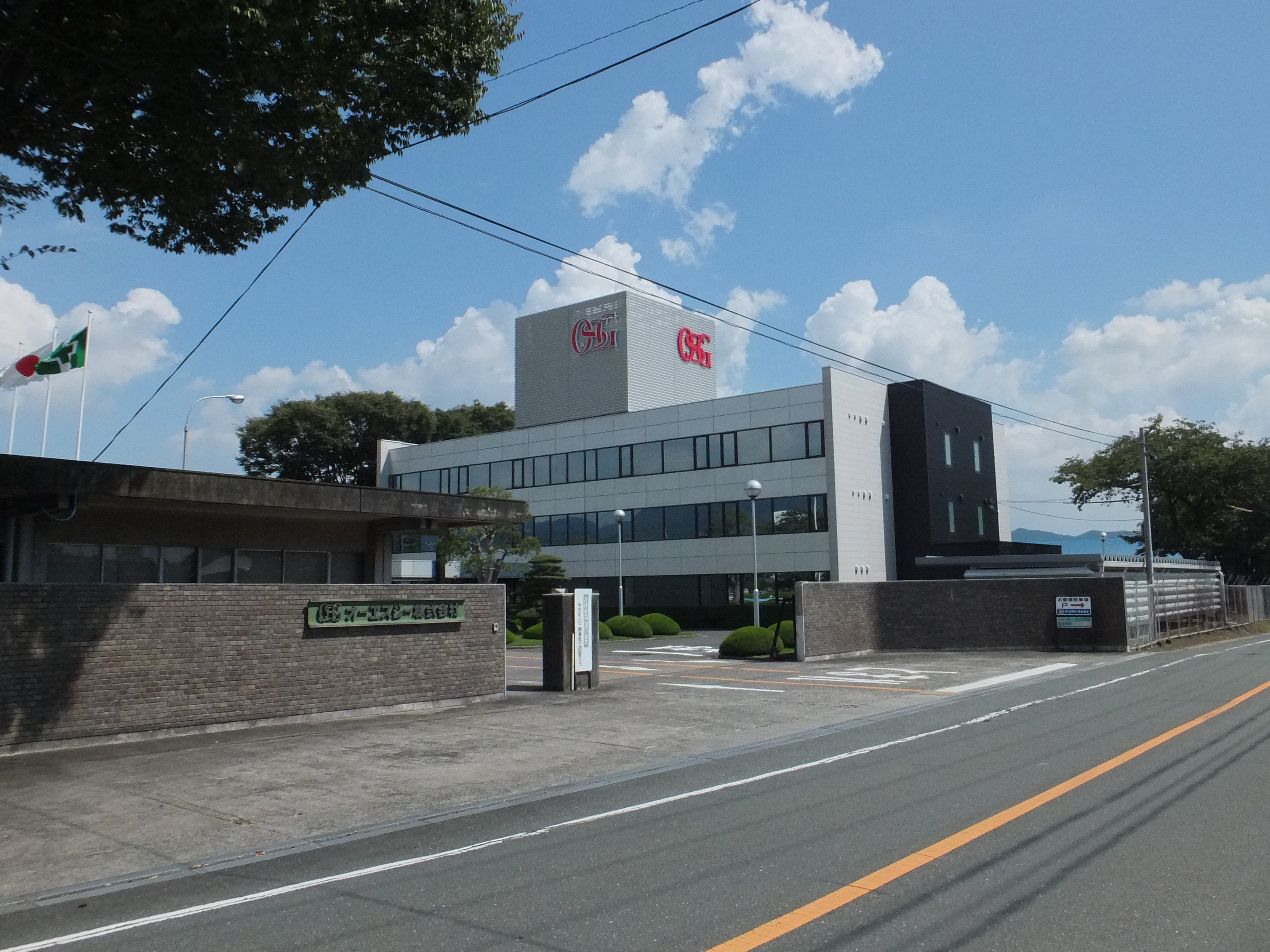
大池工場（豊川市一宮町上新切）

1938年（昭和13年）3月に、創業者・大沢秀雄が、東京府北多摩郡武蔵野町（現・武蔵野市）に作った大沢螺子研削研究所を嚆矢とする。現在は、愛知県豊川市に本社を置く。新城市、豊橋市にも工場があり、東三河を代表する企業の1つ。
2006年（平成18年）7月に、超硬合金を用いた切削工具の製造メーカーである株式会社タンガロイと資本・業務提携を行った。しかし、2008年（平成20年）9月に解消し、新たな業務提携を締結した。
かつて豊橋駅の北西側や名古屋市名東区貴船の名古屋営業所に同社の名前・気温・時刻を交互に表示する大型のデジタル時計が設置されていたが、2019年頃までにそれぞれ撤去されている。

## 社名の由来
創業者である大澤秀雄（Osawa）の「O」、ねじ（Screw）の「S」、研削（Grinding）の「G」のを組み合わせたもの。
なお、大阪府大阪市に本社を置く浄水器メーカーのOSGコーポレーションとは資本・提携関係は一切ない。

## 沿革
- 1938年3月26日 - 株式会社大沢螺子研削所（おおさわねじけんさくしょ）として設立。
- 1963年
  - 6月 - オーエスジー株式会社に社名変更。
  - 12月 - 自社の販売部門をオーエスジー販売に移管。
- 1964年12月 - 名古屋証券取引所2部上場。
- 1968年2月 - アメリカ合衆国イリノイ州シカゴにOSG TAP AND DIE,INC.を設立。
- 1970年
  - 4月 - 台湾の高雄市に大宝精密工具有限公司を合弁で設立。
  - 12月 - 東京証券取引所2部上場。
- 1973年8月 - アメリカのSOSSNER社を買収。
- 1974年11月 - ブラジルのサンパウロ州にOSG FERRAMENTASを設立。
- 1981年6月 - 東京証券取引所、名古屋証券取引所各1部指定替え。
- 1985年10月 - 韓国の大邱広域市に韓国OSG株式会社を設立。
- 1988年1月 - カナダのトロントにOSG CANADA LTD.を設立。
- 1990年12月 - シンガポールにOSG ASIA PTE. LTD.を設立。
- 1992年12月 - オーエスジー販売と合併。
- 1993年2月 - 愛知県豊川市に本社移転。
- 1994年1月 - メキシコのHERMECOR社を買収し、OSG ROYCO,S.A.DE C.V.を設立。
- 1996年11月 - タイ王国のバンコクにOSG（THAILAND）CO.,LTDを設立。
- 1997年10月 - 中国の広東省に大寶（東莞）模具切削工具有限公司を設立。
- 1999年4月 - ベルギーのブラバン・ワロン州ワーヴルにヨーロッパ統括会社OSG EUROPE S.A.を設立。
- 2000年
  - 5月 - デンマーク・ロスキレのトラーネ・ツール社を買収し、OSG SCANDINAVIA A/Sを設立。
  - 12月 - 有限会社神谷精工を買収し、神谷精工株式会社とする。
- 2001年
  - 7月 - 中国・上海に欧士机（上海）精密工具有限公司を設立。
  - 10月 - 米国イリノイ州のQuality Carbide Tool Inc.とインドのCCT社をそれぞれ完全子会社化。
  - 12月 - コーティング部門を分社化し、オーエスジーコーティングサービス株式会社を設立。
- 2002年7月 - スペイン・バルセロナのトランスインター社と合弁でOSG Tooling Ibrica,S.L.を設立。
- 2003年
  - 1月 - 独・オストフィルデルンにOSG GmbHを設立。
  - 11月 - 米国にCutting Tool Innovations,Ins.を設立。
  - 12月 - 伊・トリノのVumat社を買収し、OSG Italia S.R.L.を設立。
- 2004年
  - 6月 - 米国オハイオ州のSterling Die,Inc.を買収。中国に奥斯机（上海）精密工具有限公司を設立。
  - 10月 - 米国イリノイ州にOSG Power Tools, Inc.を設立。
- 2005年
  - 6月 - ねじ関連事業部門を分社化し、オーエスジーシステムプロダクツ株式会社を設立。
  - 7月 - 株式会社ノダ精工を買収。
  - 10月 - アメリカの現地法人NAS Precision L.L.C.社を完全子会社化。
  - 11月 - 株式会社金型コンサルを買収。
- 2006年
  - 5月 - 独・エスリンゲンのHans Esslinger GmbHを買収。
  - 9月 - 株式会社日新ダイヤモンド製作所を買収。
  - 12月 - 株式会社モリヤマを買収。
- 2007年
  - 7月 - カナダ・オンタリオ州のCorrect Tool Grinder Services Inc.（後のOSG Correct Tool Ltd.）を買収。
  - 10月 - スペイン・ビトリアのComercializacion Y Mantenimiento De Herramientas De Corte, S.A.を買収。
  - 12月 - 子会社の株式会社オーモリを吸収合併。

## OSGグループ

### 連結子会社
| 所在               | 企業名                                                            | 主な事業                           | 資本金                      | 議決権割合 |
| ------------------ | ----------------------------------------------------------------- | ---------------------------------- | --------------------------- | ---------- |
| 日本               | 日本ハードメタル                                                  | 機械器具や工具の製造・販売         | 1億円                       | 100%       |
| 日本               | 青山製作所                                                        | 精密機械工具の製造・販売           | 9,500万円                   | 100%       |
| 日本               | 大高精工                                                          | 精密機械工具の製造・販売           | 8,900万円                   | 67.6%      |
| 日本               | エスデイ製作所                                                    | 精密機械工具の製造・販売           | 4,900万円                   | 64.2%      |
| 日本               | 大宝産業                                                          | 精密機械工具の販売 不動産賃貸      | 4,000万円                   | 100%       |
| 日本               | ノダ精工                                                          | 精密切削工具の製造・販売           | 4,000万円                   | 100%       |
| 日本               | 日新ダイヤモンド製作所                                            | 精密切削工具の製造・販売           | 1,000万円                   | 100%       |
| 日本               | ORS                                                               | 精密切削工具の再研磨               | 1,000万円                   | 100%       |
| 日本               | 金型コンサル                                                      | 金型製造技術のコンサルティング     | 1,000万円                   | 100%       |
| 日本               | オーエスジーコーティングサービス                                  | 精密切削工具のコーティング         | 3,000万円                   | 100%       |
| 日本               | オーエスジーシステムプロダクツ                                    | ねじ製品や関連商品の開発・販売     | 3,000万円                   | 100%       |
| 日本               | オータケ                                                          | 工作機械工具の販売                 | 2,500万円                   | 100%       |
| 日本               | 日清機工                                                          | 工作機械工具の販売                 | 1,000万円                   | 80%        |
| 日本               | 三和精機                                                          | 機械工具などの製造・販売           | 6,200万円                   | 67.3%      |
| アメリカ合衆国     | OSG Tap and Die,Inc                                               | 各種工具・工作機械の販売           | 2,700万ドル                 | 100%       |
| アメリカ合衆国     | Quality Carbide Tool Inc.                                         | 超硬切削工具の製造・販売           | 300万1千ドル                | 100%       |
| アメリカ合衆国     | NAS Precision, Inc.                                               | 超硬切削工具の製造・販売           | 100万ドル                   | 100%       |
| アメリカ合衆国     | Sterling Die,Inc                                                  | 転造工具の製造・販売               | 300万ドル                   | 100%       |
| アメリカ合衆国     | OSG Power Tools, Inc.                                             | 特殊工具の製造・販売               | 80万ドル                    | 61.2%      |
| カナダ             | OSG Canada Ltd.                                                   | 精密機械工具の販売                 | 105万カナダドル             | 100%       |
| カナダ             | OSG Correct Tools Ltd.                                            | 超硬切削工具の製造・販売           | 200カナダドル               | 100%       |
| メキシコ           | Corporacion Arrendadora de Maquinas Para Produccion, S.A. de C.V. | OSG Royco, S.A. de C.V.の資産保有  | 5万メキシコ・ペソ           | 99.9%      |
| メキシコ           | OSG Royco, S.A. de C.V.                                           | 精密切削工具の製造・販売           | 5万メキシコ・ペソ           | 99.9%      |
| ブラジル           | OSG Tungaloy Sulamericana de Ferramentas Ltda.                    | 精密切削工具の製造・販売           | 3,563万1千レアル            | 98.9%      |
| イギリス           | OSG UK Limited.                                                   | 精密切削工具の製造・販売           | 5,000UKポンド               | 100%       |
| イギリス           | OSG Europe Limited.                                               | OSG UK Limited.の持株会社          | 261万1千UKポンド            | 100%       |
| ベルギー           | OSG Europe S.A.                                                   | OSG Belgium s.a.n.v.の持株会社     | 801万7千ユーロ              | 100%       |
| ベルギー           | OSG Belgium s.a.n.v.                                              | 精密機械工具・機械の販売           | 6万2千ユーロ                | 100%       |
| フランス           | OSG France s.a.r.l.                                               | 精密機械工具・機械の販売           | 36万4千ユーロ               | 100%       |
| オランダ           | OSG Nederland b.v.                                                | 精密機械工具・機械の販売           | 6万8千ユーロ                | 100%       |
| ドイツ             | Hans Esskinger GmbH                                               | 超硬切削工具の製造・販売           | 2万5千ユーロ                | 100%       |
| ドイツ             | OSG GmbH                                                          | 精密機械工具の販売                 | 30万ユーロ                  | 100%       |
| デンマーク         | OSG Scandinavia A/S                                               | 精密機械工具の販売                 | 250万デンマーク・クローネ   | 100%       |
| イタリア           | OSG ITALIA S.R.L.                                                 | 精密機械工具の販売                 | 9万3千ユーロ                | 100%       |
| スペイン           | OSG Tooling Iberiva,S.L.                                          | 精密機械工具の販売                 | 270万ユーロ                 | 51%        |
| スペイン           | Comercializaction Mantenimiento De Herramientas De Corte, S.A.    | 超硬特殊工具の製造・販売           | 7万5千ユーロ                | 51%        |
| シンガポール       | OSG Asia Pte Ltd.                                                 | 精密切削工具などの販売             | 10万シンガポールドル        | 100%       |
| タイ               |                                                                   | 精密切削工具などの販売             |                             |            |
| OSG THAI CO., LTD. | 精密切削工具の製造・販売                                          | 2億バーツ                          | 100%                        |            |
| インド             | Carbide Cutting Tool PVT,LTD                                      | 超硬切削工具の製造・販売           | 48万5千ドル                 | 89.2%      |
| 台湾               | 大宝精密工具股份有限公司                                          | 精密切削工具・転造工具の製造・販売 | 3億5,674万1千ニュー台湾ドル | 88.73%     |
| 中国               | 大宝（東莞）模具切削工具有限公司                                  | 精密切削工具・転造工具の製造・販売 | 9,935万人民元               | 100%       |
| 中国               | 欧士机（上海）精密工具有限公司                                    | 精密切削工具の販売                 | 1,075万9千人民元            | 100%       |
| 中国               | 奥斯机（上海）精密工具有限公司                                    | 超硬切削工具の製造・販売           | 1億1,567万8千人民元         | 100%       |
| 韓国               | 韓国OSG                                                           | 精密切削工具・転造工具の製造・販売 | 30億ウォン                  | 49%        |